# Franklin (Idaho)
Franklin és una població dels Estats Units a l'estat d'Idaho. Segons el cens del 2000 tenia 641 habitants.

## Demografia
Segons el cens del 2000, Franklin tenia 641 habitants, 195 habitatges, i 156 famílies. La densitat de població era de 325,6 habitants/km².
Dels 195 habitatges en un 47,7% hi vivien nens de menys de 18 anys, en un 69,2% hi vivien parelles casades, en un 5,1% dones solteres, i en un 20% no eren unitats familiars. En el 17,9% dels habitatges hi vivien persones soles el 10,8% de les quals corresponia a persones de 65 anys o més que vivien soles. El nombre mitjà de persones vivint en cada habitatge era de 3,29 i el nombre mitjà de persones que vivien en cada família era de 3,79.
Per edats la població es repartia de la següent manera: un 40,1% tenia menys de 18 anys, un 8,9% entre 18 i 24, un 26,8% entre 25 i 44, un 14,7% de 45 a 60 i un 9,5% 65 anys o més.
L'edat mediana era de 26 anys. Per cada 100 dones de 18 o més anys hi havia 101 homes.
La renda mediana per habitatge era de 33.026 $ i la renda mediana per família de 34.191 $. Els homes tenien una renda mediana de 27.417 $ mentre que les dones 24.000 $. La renda per capita de la població era de 10.346 $. Aproximadament el 10,9% de les famílies i el 14,1% de la població estaven per davall del llindar de pobresa.

## Poblacions més properes
El següent diagrama mostra les poblacions més properes.